# Prlov
Prlov är en ort i Tjeckien.   Den ligger i regionen Zlín, i den östra delen av landet, 270 km öster om huvudstaden Prag. Prlov ligger 468 meter över havet och antalet invånare är 526.
Terrängen runt Prlov är huvudsakligen kuperad, men den allra närmaste omgivningen är platt. Runt Prlov är det ganska tätbefolkat, med 83 invånare per kvadratkilometer. Närmaste större samhälle är Vsetín, 10,4 km norr om Prlov. Omgivningarna runt Prlov är en mosaik av jordbruksmark och naturlig växtlighet.